# Katakana
Katakana (psáno カタカナ v katakaně, かたかな v hiraganě a 片仮名 v kandži) je jedno ze dvou (druhým je hiragana) japonských slabičných písem (ve slabičném písmu jeden znak představuje celou slabiku), sestávající ze 48 symbolů (47 slabičných symbolů a písmeno n). Připojením dvou čárek (nigori) nebo kroužku (marunigori) nad určité symboly či jejich skládáním vznikají ještě další zvuky.

## Historie
Vznikla v 8. století za přispění Kibi no Makibiho (693-755) zjednodušením jednotlivých částí (kata znamená japonsky „část“) znaků kandži (na rozdíl od hiragany, která vznikla zjednodušením celých znaků kandži), u kterých již předtím došlo k desémantizaci a fonetizaci (ztratily význam a staly se pouhými zvuky, aby mohly vyjadřovat japonské koncovky). Znaky katakany jsou hranatější a jednodušší než znaky hiragany a cizinci, kteří se učí japonsky, se ji většinou učí jako první[zdroj?]. Katakanu původně používali japonští buddhisté jako nápovědu pro výslovnost v buddhistických spisech (podobně, jako se dnes používá hiragana v knížkách pro děti) a také jako způsob rychlého psaní.

## Dnešní použití
- Slova převzatá (z čínštiny, portugalštiny, nizozemštiny, dnes převážně z angličtiny)
- Onomatopoia (v japonštině je mnohem více zvukomalebných slov než např. v češtině)
- Telegramy, zdůraznění (katakana se používá tam, kde se v české typografii použije tučné písmo, podtržení nebo kurzíva)
- Cizí místní názvy
- Vědecké názvosloví (zvířata a rostliny)
- Různé televizní pořady
- Videohry

## Základní sada znaků
| samohlásky | samohlásky | samohlásky | samohlásky | samohlásky | jóon       | jóon       | jóon       |
| ア a       | イ i       | ウ u       | エ e       | オ o       | ャ ja      | ュ ju      | ョ jo      |
|            |            |            |            |            |            |            |            |
| カ ka      | キ ki      | ク ku      | ケ ke      | コ ko      | キャ kja   | キュ kju   | キョ kjo   |
| サ sa      | シ ši      | ス su      | セ se      | ソ so      | シャ ša    | シュ šu    | ショ šo    |
| タ ta      | チ či      | ツ cu      | テ te      | ト to      | チャ ča    | チュ ču    | チョ čo    |
| ナ na      | ニ ni      | ヌ nu      | ネ ne      | ノ no      | ニャ nja   | ニュ nju   | ニョ njo   |
| ハ ha      | ヒ hi      | フ fu      | ヘ he      | ホ ho      | ヒャ hja   | ヒュ hju   | ヒョ hjo   |
| マ ma      | ミ mi      | ム mu      | メ me      | モ mo      | ミャ mja   | ミュ mju   | ミョ mjo   |
| ヤ ja      |            | ユ ju      |            | ヨ jo      |            |            |            |
| ラ ra      | リ ri      | ル ru      | レ re      | ロ ro      | リャ rja   | リュ rju   | リョ rjo   |
| ワ wa      | (ヰ) wi    |            | (ヱ) we    | ヲ wo      |            |            |            |
|            |            |            |            | ン n       |            |            |            |
| ガ ga      | ギ gi      | グ gu      | ゲ ge      | ゴ go      | ギャ gja   | ギュ gju   | ギョ gjo   |
| ザ za      | ジ dži     | ズ zu      | ゼ ze      | ゾ zo      | ジャ dža   | ジュ džu   | ジョ džo   |
| ダ da      | ヂ (dži)   | ヅ (zu)    | デ de      | ド do      | ヂャ (dža) | ヂュ (džu) | ヂョ (džo) |
| バ ba      | ビ bi      | ブ bu      | ベ be      | ボ bo      | ビャ bja   | ビュ bju   | ビョ bjo   |
| パ pa      | ピ pi      | プ pu      | ペ pe      | ポ po      | ピャ pja   | ピュ pju   | ピョ pjo   |

Poznámka: Tabulka pro úplnost obsahuje i znaky wi a we, které byly roku 1946 označeny za zastaralé.

## Způsob psaní
Tabulka ukazuje, jak se znaky katakany píší. Je uspořádaná podle tradičního japonského způsobu čtení. Začátek je vpravo nahoře a postupuje se shora dolů. Malá čísla určují pořadí tahů a šipky ukazují jejich směr. 